# Tetragonoderus quadrisignatus
Tetragonoderus (Tetragonoderus) quadrisignatus – gatunek chrząszcza z rodziny biegaczowatych i podrodziny Lebiinae.

## Taksonomia
Gatunek ten opisany został w 1806 roku przez Conrada Quensela w publikacji Carla Johana Schönherra.

## Rozprzestrzenienie
Chrząszcz ten wykazany został z Hongkongu, Guangdongu i Hainanu w Chinach oraz Tajlandii.